# پل کلارک (بازیکن فوتبال)
پل کلارک (انگلیسی: Paul Clark؛ زادهٔ ۱۴ سپتامبر ۱۹۵۸) بازیکن فوتبال اهل بریتانیا است.
از باشگاه‌هایی که در آن بازی کرده‌است می‌توان به باشگاه فوتبال کمبریج یونایتد، باشگاه فوتبال گیلینگام، باشگاه فوتبال ساوتند یونایتد، باشگاه فوتبال ردینگ، باشگاه فوتبال چلمزفورد سیتی، باشگاه فوتبال برایتون اند هوو آلبیون، باشگاه فوتبال بیلریکای، و باشگاه فوتبال لیتون اورینت اشاره کرد.